# Starkenburg (Mosel)

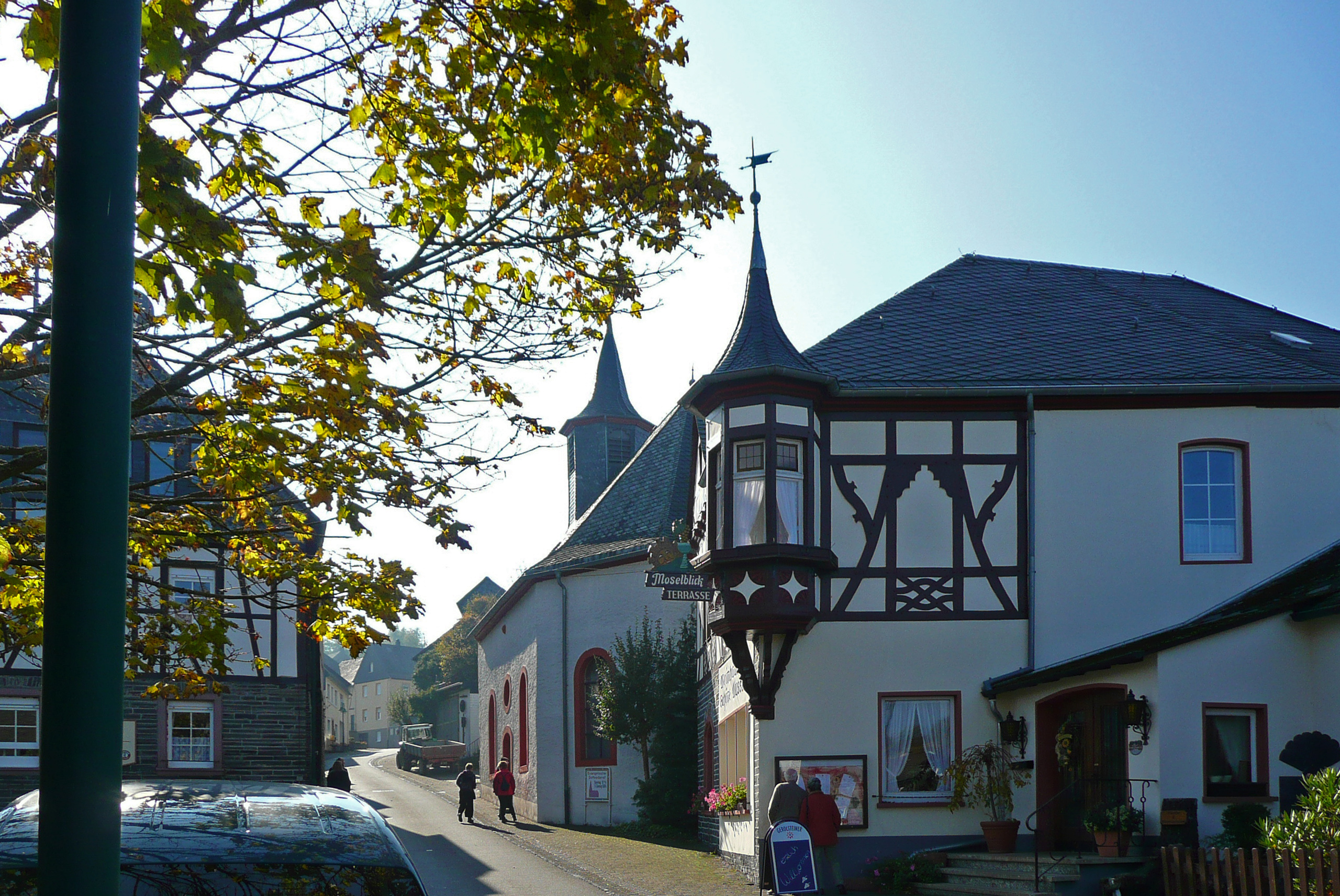
Ortskern von Starkenburg

Starkenburg ist eine Ortsgemeinde im Landkreis Bernkastel-Wittlich in Rheinland-Pfalz. Sie gehört der Verbandsgemeinde Traben-Trarbach an und ist Sitz der gleichnamigen ehemaligen Burg.

## Geographie
Der Ort liegt auf einem vom Hunsrück zur Mosel abfallenden 250 Meter hohen Felsgrat auf der rechten Moselseite, flussabwärts zwischen Traben-Trarbach, dem Ahringsbachtal und Enkirch. Nach Norden wird der Ort durch einen Burgfelsen begrenzt, wo noch einige Mauerreste auf die ehemalige Starkenburg hinweisen. Starkenburg ist von zusammenhängenden Weinbergs-, Wald-, Wiesen- und landwirtschaftlichen Flächen umgeben.
Nahegelegene Orte sind Enkirch, Traben-Trarbach und Zell.

## Geschichte
Schon die Römer nutzten die strategische Lage des Platzes, indem sie hier eine Festung bauten. Eine römische Höhenbefestigung war Vorläufer der späteren Burg. Die Anlage wurde vermutlich um 412 von den Franken zerstört.
Im Mittelalter war Starkenburg seit 1125 die Residenz der Grafschaft Sponheim für die Hintere Grafschaft; 1350 wurde sie durch die neu errichtete Grevenburg abgelöst. Das Geschlecht der Sponheimer erscheint an der Mosel mit Graf Meginhard von Sponheim urkundlich in Enkirch 1125. Die erste urkundliche Erwähnung der Burg als „Starkenberg“, in einem Trierer Güterverzeichnis, ist von 1200. Mit der Teilung der Grafschaft um das Jahr 1234 unter die Söhne des Grafen Gottfried III. fiel die Hintere Grafschaft Sponheim mit den Besitzungen an der Mosel an den ältesten Sohn Johann I., der die Linie Sponheim-Starkenburg begründete und auf der Starkenburg residierte, während sein Bruder Simon I. die Vordere Grafschaft mit den Besitzungen an der Nahe erhielt und Ahnherr der Linie Sponheim-Kreuznach wurde.
Johanns Urenkel Heinrich II. heiratete im Januar 1315 auf der Starkenburg die etwa 15-jährige Loretta aus dem Haus Salm, die nach dem Tod Heinrichs von Wolfstein mit ihren drei minderjährigen Kindern auf die Starkenburg zog und Regentin der Grafschaft wurde. Sie geriet mit dem Trierer Kurfürsten Balduin von Luxemburg, Bruder des Kaisers Heinrich VII., wegen der Besitzungen um Birkenfeld in Streit. Im Sommer 1328 nahm Loretta den Erzbischof gefangen und inhaftierte ihn auf der Starkenburg und ließ ihn erst nach Zahlung eines Lösegeldes von 15.000 Pfund Heller und Verzicht Balduins auf den Bau einer Burg bei Birkenfeld wieder frei.
Lorettas Sohn, Graf Johann III., machte dann um 1350 die Grevenburg in Trarbach zum Sitz der Grafen von Sponheim-Starkenburg, nachdem Boemund II. von Saarbrücken, Nachfolger Balduins als Trierer Erzbischof, die Starkenburg verwüsten ließ. Mit Johanns Enkel Johann V. starben die Sponheimer in der Starkenburger Linie 1437 aus, die Grafschaft fiel an Baden, Veldenz und die Kurpfalz. Im Jahr 1558 wurde an allen sponheimischen Orten die Reformation durchgeführt. Die Burg, bereits 1567 als „baufällig“ bezeichnet, verfiel zusehends und ihre Reste wurden von den Dorfbewohnern, 1699 werden 23 Familien gezählt, als Steinbruch benutzt. 1764 wurde mit dem Bau der heutigen Kirche begonnen, die 1765 eingeweiht wurde. Mit den Kriegen nach der Französischen Revolution verschwand die Grafschaft Sponheim. In Starkenburg wurden 1794 53 Familien gezählt. Im Wiener Kongress wurde Starkenburg dem Königreich Preußen zugeschlagen. Seit 1946 ist der Ort Teil des Landes Rheinland-Pfalz.

## Politik

### Gemeinderat
Der Gemeinderat in Starkenburg besteht aus sechs Ratsmitgliedern, die bei der Kommunalwahl am 9. Juni 2024 in einer Mehrheitswahl gewählt wurden, und dem ehrenamtlichen Ortsbürgermeister als Vorsitzendem.

### Bürgermeister
Jörg Emmerich wurde am 12. Juli 2019 Ortsbürgermeister von Starkenburg. Da bei der Direktwahl am 26. Mai 2019 kein Wahlvorschlag eingereicht worden war, oblag die Neuwahl gemäß Gemeindeordnung dem Rat. Dieser entschied sich einstimmig für ihn. Bei der Direktwahl am 9. Juni 2024 wurde er als einziger Bewerber mit einem Stimmenanteil von 79,4 % für fünf Jahre wiedergewählt.
Sein Vorgänger Jürgen Spier hatte das Amt seit 2009 ausgeübt.

### Partnergemeinden
Starkenburg unterhält eine Partnerschaft mit der thüringischen Gemeinde Starkenberg.

## Wirtschaft und Infrastruktur
Starkenburg ist geprägt von der Landwirtschaft und Tourismus. Für Touristen stehen etwa 80 Gästebetten und ein Gästehaus zur Verfügung.

## Kirche
Die Evangelische Kirchengemeinde Starkenburg, zu der 192 Gemeindeglieder gehören, ist pfarramtlich mit Enkirch verbunden und gehört zum Kirchenkreis Simmern-Trarbach.

## Sehenswürdigkeiten
- Mauerreste der Starkenburg
- Barockkirche aus dem Jahr 1764
- Historische Bausubstanz im Ort

Siehe auch: Liste der Kulturdenkmäler in Starkenburg

## Persönlichkeiten
- Theo Winter (1872–1949), deutscher Maler und Zeichner